# 林永盛
林永盛，辽宁奉天人，清朝政治人物。國子監生。
林永盛曾于1647年接替傅世烈任松江府知府一职，1648年由卢士俊接任。